# 陳橋の変
陳橋の変（ちんきょうのへん、中国語: 陳橋兵變）は、960年に後周領内の陳橋（河南省封丘県）で起こったクーデターである。これによって後周が滅び宋が建国された。

## 概要
959年、五代随一の名君とされる後周の柴栄（世宗）が急死し、当時7歳の皇太子柴宗訓が帝位に即いた（恭帝）。しかし軍部を中心に、幼少の皇帝を主君に仰ぐことへの不安の声がじわじわと上がり出し、一部からは成年の有力な皇帝を擁立すべしとの声が出始めていた。
翌960年、北方の大国・遼の軍勢が大挙して押し寄せてきたとの知らせを受けた後周の朝廷は、殿前都点検・趙匡胤を国防の総帥に任じ、遼軍への対処を委ねた。趙匡胤が陳橋に入り、習慣であった深酒をして深夜に熟睡をしている時に事変が起こった。かねてより幼君を主君に仰ぐことに不安を抱いていた軍人たちが、趙匡胤の弟・趙匡義を仲間に引き入れた上で、首都の開封に戻って恭帝に代わり皇帝になるよう趙匡胤に求めたのである。
趙匡胤「お前たち、本気でそう言うのか?」
趙匡義「無論です。こんな大事を冗談で申せましょうか?」
趙匡胤「仮に断るといえば、どうなる?」
趙匡義「兄上のお命を頂戴してから、私どもも後を追って自刃いたす所存です。」
趙匡胤「皆がそこまで言うのならば、やむを得ん。私が皇帝となろう。」
かくして、趙匡胤は部下の用意した黄袍（黄色い衣）を身に纏った。黄袍は皇帝の着る衣服であった。将兵に皇帝として、開封に戻ることを伝え、略奪等の蛮行を禁じた。翌朝、開封に入ると、恭帝からの禅譲を受け、正式に皇帝となった。これが北宋の太祖である（趙匡義はのちに第2代皇帝・太宗となった）。
しかし、この事変は一説に仕組まれたものであるとも言われていて、李卓吾は「黄袍はどこで売っていたのか?」と指摘している。皇帝専用の衣服が市販されているわけがなく、事前にこのクーデターで使用する為に特注するほかはないからである。事実、この時に遼が軍を動かしたという実態はなく、黄袍もあらかじめ用意されたものであった。また、趙匡胤が即位するに際して読み上げた文章を起草した役人は、体面を気にする趙匡胤によって、生涯出世することが許されなかったという。
なお、趙匡胤は後に配下の節度使たちの軍権を削ごうとした時にこの際のことを持ち出し「そちたちに謀反する気がなくともそちたちの配下に黄袍を着せられればどうにもなるまい」と言って、軍権を返上して引退するのが身の安全を図ることになると勧めたという。